# Tutta colpa di Miss Bridgerton
Tutta colpa di Miss Bridgerton (Because of Miss Bridgerton) è un romanzo della scrittrice americana Julia Quinn pubblicato nel 2016. Si tratta del primo romanzo della saga nota come Rokesby.

## Trama
Billie Bridgerton è una giovane ribelle e indipendente, più a suo agio nei pantaloni che negli abiti da ballo. Il suo destino sembra legato ai fratelli Rokesby, vicini di casa e amici d'infanzia. Tuttavia, l’unico con cui non è mai andata d’accordo è George Rokesby, l’erede del titolo. Quando una serie di circostanze li costringe a trascorrere del tempo insieme, la loro rivalità si trasforma in qualcosa di inaspettato: un’attrazione irrefrenabile che mette alla prova tutte le loro convinzioni.

## Edizioni
- Julia Quinn, Tutta colpa di Miss Bridgerton, Mondadori, 2016, ISBN 978-8804762614.